# Inside Family Guy
"Inside Family Guy" é o quarto episódio da 15ª temporada da sitcom Family Guy, e o Episode geral 273. Foi ao ar na Fox nos Estados Unidos em 23 de outubro de 2016, foi escrito por Andrew Goldberg e dirigido por Joe Vaux.

## Enredo
James Woods leva os espectadores para os bastidores dos estúdios de Family Guy.

## Recepção
O episódio foi assistido por um público de 2,49 milhões de telespectadores, um decréscimo em relação ao episódio anterior, e tornando-se o terceiro show mais assistido da noite, atrás do Bob's Burgers e Os Simpsons.
Jake Beamer de Bubbleblabber deu ao episódio uma 6/10.